# Château de Rienne
Le château de Rienne est un bâtiment classé situé à Rienne dans la commune de Gedinne en province de Namur (Belgique).

## Localisation
Le bâtiment est situé au centre du village ardennais de Rienne. La façade avant (côté est) est sise au no 1 de la rue Léon Demars (grille d'entrée), en retrait de la voirie alors que le côté sud se trouve en retrait de la rue Gilbert Lepropre (route nationale 952), en face  de l'église Notre-Dame de l'Assomption.

## Historique
La traverse d'imposte de la porte centrale réalisée en pierre calcaire est datée de 1728.

## Description
Le corps de logis haut de deux niveaux et construit sur une base presque carrée d'environ 14 mètres de côté a plutôt les dimensions d'un manoir ou d'une gentilhommière. Certains côtés sont réalisés en briques et les autres en moellons de grès schisteux d'Ardenne. Les encadrements des baies vitrées sont rectangulaires et conçues soit en bois soit en pierre calcaire. Une haute bâtière d'ardoises à quatre pans et à larges demi-croupes soulignées par une frise et chapeautée par deux épis en zinc coiffe la bâtisse. Le château possède aussi une aile perpendiculaire de dépendances délimitant une cour clôturée par un muret dont un angle est aujourd'hui occupé par une habitation.

## Classement et protection
L'habitation rurale dite "le Château", rue L. Demars, n° 1 est classée depuis le 5 avril 1972 et repris sur la liste du patrimoine immobilier classé de Gedinne.

## Activités
Le bâtiment abrite une résidence hôtelière.